# Dibaya
Dibaya est une localité, chef-lieu de territoire de la province du Kasaï-Central en République démocratique du Congo.

## Géographie
Elle est située sur la route secondaire RS710 à 129 km au sud-est du chef-lieu provincial Kananga. 

## Histoire
Entre le 9 et le 13 février 2017, 101 membres de la milice Kamwina Nsapu ont été tués par l'armée congolaise à Dibaya.

## Administration
Chef-lieu de territoire de 11 290 électeurs recensés en 2018, la localité a le statut de commune rurale de moins de 80 000 électeurs, elle compte 7 conseillers municipaux en 2019.

## Population
Le recensement de la population date de 1984, l'accroissement annuel est estimé à 1,68,.
| 1984  | 2004  | 2012  |
| ----- | ----- | ----- |
| 2 300 | 3 458 | 3 952 |